# ホット・スタッフ (ドナ・サマーの曲)
「ホット・スタッフ」（"Hot Stuff"）は、アメリカ合衆国の歌手のドナ・サマーの楽曲であり、彼女の7枚目のアルバム『華麗なる誘惑』（1979年）に収録された。プロデューサーはイタリアのジョルジオ・モロダーが務め、1979年4月13日にカサブランカ・レコードよりリード・シングルとして発売された。それまでサマーはディスコ・ミュージックの人物として評価されていたが、この曲では元ドゥービー・ブラザーズやスティーリー・ダンのギタリストであるジェフ・"スカンク"・バクスターのギターソロも含まれ、ロック・ミュージックの方向性が示されている。彼女の最も人気のある曲の1つであり、Billboard Hot 100では1位を獲得した。

## 受賞とノミネート
「ホット・スタッフ」によりサマーはグラミー賞の女性ロック・ボーカル部門の設置初年度に受賞を果たした。2010年に『ローリング・ストーン』が発表した「オールタイム・グレイテスト・ソング500」では104位であった。

## カバー
- 1979年にチェコの歌手のヴェラ・シュピナロヴァー（英語版）により「Tak já ti mávám」という題でカバーされた[5]。
- 1979年8月24日に西城秀樹が、後楽園球場でのコンサート『BIG GAME'79 HIDEKI』でカバーした。
- 1979年ピンク・レディーがアルバム「WE ARE SEXY」でカバーした。
- 2008年9月にはポップ歌手のエリーゼ（英語版）によるカバーが発売され、オランダのチャートで11位となった[6]。

## 他のメディアでの使用
- 1997年の映画『フル・モンティ』で使用された[7]。
- 2000年代前半に日本で放送されたダイエット コカ・コーラ（英語版）のコマーシャルソングで使われた[8]。
- 2015年の映画『オデッセイ』で原子力電池を熱源として再利用するために掘り出すシーンで使用された[9]。
- 2017年11月に放送されたウォルマートのクリスマス休暇向けのコマーシャルで使用された[10]。

## チャートと認定
「ホット・スタッフ」はRIAAによりプラチナ認定され、またBillboard Hot 100チャートで3週連続1位となり、さらにトップ10内に14週の残り続けた。またダンス・クラブ・ソングチャートでも1位を獲得し、1979年の米国の年間チャートでは7位となった。
| チャート (1979)                         | 最高 順位 |
| --------------------------------------- | --------- |
| オーストラリア (Kent Music Report)      | 1         |
| オーストリア (Ö3 Austria Top 40)        | 3         |
| ベルギー (Ultratop 50 Flanders)         | 8         |
| カナダ アダルト・コンテンポラリー (RPM) | 1         |
| カナダ ダンス/アーバン (RPM)            | 1         |
| カナダ トップシングルス (RPM)           | 1         |
| フィンランド (Suomen virallinen lista)  | 7         |
| フランス (IFOP)                         | 10        |
| ドイツ (GfK Entertainment charts)       | 5         |
| アイルランド (IRMA)                     | 14        |
| イタリア (FIMI)                         | 2         |
| 日本 (Oricon International Chart)       | 1         |
| 日本 (Oricon Singles Chart)             | 17        |
| オランダ (Dutch Top 40)                 | 14        |
| オランダ (Single Top 100)               | 21        |
| ニュージーランド (Recorded Music NZ)    | 7         |
| ノルウェー (VG-lista)                   | 2         |
| スペイン (AFYVE)                        | 14        |
| スウェーデン (Sverigetopplistan)        | 2         |
| スイス (Schweizer Hitparade)            | 1         |
| UK シングルス (OCC)                     | 11        |
| US Billboard Hot 100                    | 1         |
| US Dance Club Songs (Billboard)         | 1         |
| US Hot R&B/Hip-Hop Songs (Billboard)    | 3         |
| US Cash Box                             | 1         |
| US Record World                         | 1         |

| チャート (2012)                      | 最高 順位 |
| ------------------------------------ | --------- |
| フランス (SNEP)                      | 47        |
| Japan Hot 100 Singles                | 31        |
| オランダ (Single Top 100)            | 93        |
| スイス (Schweizer Hitparade)         | 65        |
| UK Singles (Official Charts Company) | 111       |

| チャート (1979)                    | 順位 |
| ---------------------------------- | ---- |
| オーストラリア (Kent Music Report) | 17   |
| オーストリア (Ö3 Austria Top 40)   | 13   |
| ベルギー (Ultratop 50 Flanders)    | 55   |
| カナダ Top Singles (RPM)           | 18   |
| フランス (IFOP)                    | 42   |
| イタリア (FIMI)                    | 24   |
| スイス (Schweizer Hitparade)       | 14   |
| US Billboard Hot 100               | 7    |
| US Cash Box                        | 14   |

| 国/地域                                             | 認定     | 認定/売上数 |
| --------------------------------------------------- | -------- | ----------- |
| カナダ (Music Canada)                               | Platinum | 150,000^    |
| France                                              |          | 319,100     |
| アメリカ合衆国 (RIAA)                               | Platinum | 2,000,000^  |
| * 認定のみに基づく売上数 ^ 認定のみに基づく出荷枚数 |          |             |